# Tetragnatha farri
Tetragnatha farri là một loài nhện trong họ Tetragnathidae.
Loài này thuộc chi Tetragnatha. Tetragnatha farri được miêu tả năm 1962 bởi Chickering.